# Bunmahon
Bunmahon (irisch Bun Machan, „Mündung des Mahon“) ist ein Badeort an der Copper Coast im irischen County Waterford.

## Geographische Lage
Bunmahon liegt im Südosten von Irland gut 20 km südwestlich von Waterford und ca. 80 km nordöstlich von Cork. Am östlichen Ortsrand von Bunmahon mündet der 169 km lange Mahon River (An Mhachain) in die Keltische See.

## Geschichte
Bunmahon war im 19. Jahrhundert ein Bergbauort. Zwischen 1827 und 1877 wurde hier Kupfer abgebaut. Die Bevölkerung des Dorfes stieg zu dieser Zeit auf mehr als 2000 Einwohner an. Im Dorf befanden sich ein Pfandhaus, eine Molkerei und eine Speckfabrik sowie 21 Pubs. Eine Geschichte dieses Zeitraums und der Bergbautätigkeit wurde 2006 unter dem Titel "Die Entstehung und Zerstörung einer Bergbaugemeinde" des Lokalhistorikers Des Cowman veröffentlicht. Einer der Bergarbeiter war Thomas Wheatley, dessen in Bunmahon geborener Sohn John Wheatley 1924 als Gesundheitsminister in der ersten Regierung der britischen Labour Party fungierte.

## Gemeindepartnerschaft
Zwischen Bunmahon und der rheinland-pfälzischen Gemeinde Strohn besteht seit Jahren eine Gemeindepartnerschaft.

## Persönlichkeiten
- John Wheatley (1869–1930), Politiker